# Ernest Palmer
Ernest George Palmer (6. december 1885 – 22. februar 1978) var en amerikansk filmfotograf.
I 1941 vandt han en Oscar for bedste fotografering (i samarbejde med Ray Rennahan), for filmen Blod og sand.
Han var nomineret ved flere lejligheder - i 1930 for De fire Djævle og Gadens Engel og i 1951 for Den brudte pil, som han også fik en nominering til en Golden Globe for.